# Али Ходжалар
Али Ходжалар или Алихаджалар или Али Оджалар (гръцки: Μικρόκαμπος, Микрокамбос, до 1927 година Αλή Χοτζαλάρ, Али Ходзалар) е село в Гърция, Егейска Македония, дем Кукуш, в област Централна Македония.

## География
Селото се намира на 80 m надморска височина, на 3 km западно от бреговете на Горчивото езеро (Пикролимни) в дъното на Солунското поле, югозападно от град Кукуш.

## История

### В Османската империя
В „Етнография на вилаетите Адрианопол, Монастир и Салоника“, издадена в Константинопол в 1878 година и отразяваща статистиката на населението от 1873 година, Али обджалар (Ali-objalar) е посочено като село в Авретхисарската каза с 55 къщи и 260 жители българи. Според Васил Кънчов („Македония. Етнография и статистика“) в 1900 година Али Хаджаларъ има 320 жители българи. Между 1896 и 1900 година селото преминава под върховенството на Българската екзархия. По данни на секретаря на Българската екзархия Димитър Мишев („La Macédoine et sa Population Chrétienne“) в 1905 година в селото (Alikhodjalar) има 384 българи екзархисти и в него работи едно българско училище с един учител и 19 ученици.
По време на Хуриета през първата половина на 1909 година в Алиоджалар е основано бюро (клон) на Съюза на българските конституционни клубове.
При избухването на Балканската война в 1912 година осем души от Али Ходжалар са доброволци в Македоно-одринското опълчение.

### В Гърция
След Междусъюзническата война Али Ходжалар попада в Гърция. По време на войната почти цялото му население - 87 български семейства бяга в България. От тях 16 се установяват в Струмишко.
Боривое Милоевич пише в 1921 година („Южна Македония“), че Ал Оджалар (Ал-Оџалар) има 55 къщи „славяни християни“.
След Първата световна война всички останали жители на селото бягат в България. На тяхно място са заселени гърци бежанци.
В 1927 година селото е прекръстено на Микрокамбос. В 1928 година Али Ходжалар е представено като чисто бежанско село със 157 бежански семейства и 585 души.
Населението традиционно се занимава с отглеждане на жито и памук и в по-малка степен със скотовъдство.
| Име   | Име      | Ново име   | Ново име   | Описание                       |
| ----- | -------- | ---------- | ---------- | ------------------------------ |
| Азмак | Άσμακι   | Вуркос     | Βούρκος    | река на СЗ от Али Ходжалар     |
| Вакъф | Βακούφια | Монастирия | Μοναστήρια | местност на СЗ от Али Ходжалар |

| Година    | 1913 | 1920 | 1928 | 1940 | 1951 | 1961 | 1971 | 1981 | 1991 | 2001 | 2011 | 2021 |
| --------- | ---- | ---- | ---- | ---- | ---- | ---- | ---- | ---- | ---- | ---- | ---- | ---- |
| Население | 72   | 78   | 672  | 984  | 1078 | 1331 | 982  | 935  | 990  | 1095 | 731  | 529  |

## Личности
Родени в Али Ходжалар
- Ангел Чанов (1888 – ?), македоно-одрински опълченец, Кукушката чета[14]
- Анто Нанов (Анчо, Аньо, 1885 – 1913), македоно-одрински опълченец, Кукушката чета, Втора рота на Четиринадесета воденска дружина,[15] убит при Кочани на 24 юни 1913 година[16]
- Васил Трайков, български революционер, четник на Кръсто Лазаров в 1914 година[17]
- Гоне Георгиев (1872 – ?), македоно-одрински опълченец, Кукушката чета, Втора рота на Четиринадесета воденска дружина, Продоволствен транспорт[18]
- Димитър Стоев (1872 – ?), македоно-одрински опълченец, Кукушката чета, Втора рота на Четиринадесета воденска дружина[19]
- Доне Гогов (Гегов, 1886 – ?), македоно-одрински опълченец, Кукушката чета, Втора рота на Четиринадесета воденска дружина, Продоволствен транспорт[20]
- Ицо Печев, македоно-одрински опълченец, Сборна партизанска рота на МОО[21]
- Милан Попдимитров (Димитров, 1890 – ?), македоно-одрински опълченец, Втора рота на Трета солунска дружина[22]
- Траян Минов (1888 – ?), македоно-одрински опълченец, Кукушката чета, Четиринадесета воденска дружина[23]